# Posterunkowy
Posterunkowy (post.) – najniższy stopień w polskiej Policji. Odpowiednik szeregowego w Wojsku Polskim i strażaka w Państwowej Straży Pożarnej. Wyższy stopień to starszy posterunkowy.
Stopień posterunkowego nadawany jest rozkazem personalnym z dniem przyjęcia policjanta do służby. Na stopień ten mianuje komendant wojewódzki Policji. Nie można mówić o odmiennych obowiązkach funkcjonariuszy Policji zależnych od stopnia. Można bowiem mieć niższy stopień zaś ważniejszą funkcję.
Posterunkowy jest pełnoprawnym funkcjonariuszem policji, może stosować środki przymusu bezpośredniego, dokonać zatrzymania, przeszukania, legitymowania, może pouczać i karać mandatami.
Nowo przyjęty policjant kierowany jest do Ośrodków Szkolenia Policji którymi są: 
- Wyższa Szkoła Policji w Szczytnie,
- Centrum Szkolenia Policji w Legionowie,
- Szkoła Policji w Pile,
- Szkoła Policji w Słupsku,
- Szkoła Policji w Katowicach.

Nadanie wyższego stopnia nie może nastąpić wcześniej niż po przesłużeniu w stopniu posterunkowego 1 roku.